# 39. nordlige breddekreds
Den 39. nordlige breddekreds (eller 39 grader nordlig bredde) er en breddekreds, der ligger 39 grader nord for ækvator. Den løber gennem Middelhavet, Europa, Asien, Stillehavet, Nordamerika og Atlanterhavet.